# Eleccions municipals de València de 2007
Les eleccions municipals de València de 2007 van ser les VIII eleccions del període democràtic, se celebraren del 27 de maig de 2007. Els votants van triar els 33 regidors que compondrien el ple de la Consell Municipal de València.
Amb una participació del 68,44%, les eleccions van ser guanyades pel Partit Popular per majoria absoluta amb el 56,67 percent dels vots i 21 escons enfront del 33,78 percent dels vots i 12 escons del Partit Socialista del País Valencià. Esquerra Unida del País Valencià va perdre els dos escons aconseguit en les eleccions del 2003 obtenint un 4,77 percent dels vots quedant sense representació al consistori.

## Sistema electoral
El Consell Municipal de València és l'organisme de primer ordre de govern del municipi de València i està compost per l'Alcalde, el govern municipal i la resta de regidors electes. Les eleccions municipals es realitzen per sufragi universal, que permet votar a tots els ciutadans de més de 18 anys, empadronats al municipi de València i que tenen l'absolut manteniment dels seus drets civils i polítics.
Els regidors són triats per la Regla D'Hondt en llistes electorals tancades i per representació proporcional amb una tanca electoral del 5 percent dels vots, inclosos les paperetes en blanc. Els partits que no aconseguisquen el 5 percent dels vots no obtindran representació a la cambra municipal. L'Alcalde és triat pels regidors electes. Segons la llei electoral, si no hi haguera una majoria clara per investir l'alcalde, s'investiria el candidat de la candidatura més votada.
La llei electoral preveu que els partits, coalicions, federacions i agrupacions d'electors puguen presentar llistes amb els seus candidats. Les Agrupacions d'Electors hauran de presentar les signatures d'un 0,1 percent dels electors empadronats al municipi durant els mesos previs a les eleccions. Els electors poden firmar en més d'una de les llistes de cada candidatura. Actualment, els partits i coalicions que volen presentar-se a les eleccions ho han de comunicar a les autoritats competents (Junta Electoral) en un termini de 10 dies des de l'anunci de convocatòria d'eleccions.

## Candidatures
| Candidatura | Candidatura | Cap de llista           | Lema                                            |
| ----------- | ----------- | ----------------------- | ----------------------------------------------- |
|             | PP          | Rita Barberà Nolla      | «A + Valencia, Tú a +», «Confiança en el futur» |
|             | PSPV-PSOE   | Carmen Alborch Bataller | «Ahora Carmen»                                  |
|             | EUPV-V-IR   | Amadeu Sanchis Labiós   |                                                 |

## Resultats

### Generals
|                                     |                                                                |         |       |        |     |
| Partit                              | Partit                                                         | Vots    | %     | Escons | +/– |
|                                     | Partit Popular                                                 | 235.158 | 56,67 | 21     | 2   |
|                                     | Partit Socialista del País Valencià                            | 140.187 | 33,78 | 12     | =   |
|                                     |                                                                |         |       |        |     |
|                                     | Esquerra Unida-Els Verds-Esquerra Republicana: Acord Municipal | 19.808  | 4,77  | 0      | 2   |
|                                     | Coalició Valenciana                                            | 5.615   | 1,35  | 0      | Nou |
|                                     | Unió Valenciana-Els Verds Ecopacifistes                        | 3.279   | 0,79  | 0      | =   |
|                                     | Esquerra Republicana del País Valencià-Acord Municipal         | 1.070   | 0,26  | 0      | =   |
|                                     | Espanya 2000                                                   | 775     | 0,19  | 0      | =   |
|                                     | Per Un Món Més Just                                            | 650     | 0,16  | 0      | Nou |
|                                     | Moviment pel Canvi i les Llibertats                            | 546     | 0,13  | 0      | Nou |
|                                     | Partit Socialdemòcrata                                         | 539     | 0,13  | 0      | Nou |
|                                     | Ciutadans del Carrer                                           | 504     | 0,12  | 0      | Nou |
|                                     | Partit Comunista dels Pobles d'Espanya                         | 370     | 0,09  | 0      | =   |
|                                     | Units per València                                             | 369     | 0,09  | 0      | Nou |
|                                     | Democracia Nacional                                            | 255     | 0,06  | 0      | Nou |
|                                     | Partit Humanista                                               | 213     | 0,05  | 0      | =   |
|                                     | Els Verds d'Europa                                             | 0       | 0,00  | 0      | Nou |
| Vots en blanc                       | Vots en blanc                                                  | 5.644   | 1,36  |        |     |
|                                     |                                                                |         |       |        |     |
| Total vots vàlids                   | Total vots vàlids                                              | 414.982 | 99,56 | 33     | 0   |
| Vots nuls                           | Vots nuls                                                      | 1.820   | 0,44  |        |     |
|                                     |                                                                |         |       |        |     |
| Participació (vots vàlids més nuls) | Participació (vots vàlids més nuls)                            | 416.802 | 68,42 |        |     |
| Abstenció                           | Abstenció                                                      | 192.419 | 31,58 |        |     |
| Total cens electoral                | Total cens electoral                                           | 609.221 | 100   |        |     |
| Font: Generalitat Valenciana        |                                                                |         |       |        |     |

### Per districte

Partits triomfadors per districte

| PP               | PSOE          | EUPV         | CV           | UV           | Altres     |            |          |
| Ciutat Vella     | 9.416 62,6%   | 4.405 29,3%  | 729 4,8%     | 267 1,8%     | 91 0,6%    | 142 0,9%   |          |
| L'Eixample       | 12.368 50,2%  | 4.996 20,3%  | 2.672 10,8%  | 3.230 13,1%  | 435 1,8%   | 583 2,4%   | 345 1,4% |
| Extramurs        | 12.277 44,1%  | 6.729 24,2%  | 3.684 13,2%  | 3.316 11,9%  | 557 2,0%   | 734 2,6%   | 518 1,9% |
| Campanar         | 7.974 38,9%   | 4.805 23,5%  | 3.743 18,3%  | 2.623 12,8%  | 397 1,9%   | 587 2,9%   | 360 1,8% |
| La Saïdia        | 8.165 34,0%   | 6.723 28,0%  | 4.604 19,2%  | 2.873 12,0%  | 657 2,7%   | 491 2,0%   | 527 2,2% |
| El Pla del Real  | 10.143 56,0%  | 2.567 14,2%  | 1.775 9,8%   | 2.540 14,0%  | 212 1,2%   | 620 3,4%   | 247 1,4% |
| L'Olivereta      | 7.456 33,5%   | 5.248 23,6%  | 5.124 23,0%  | 2.809 12,6%  | 568 2,6%   | 522 2,3%   | 539 2,4% |
| Patraix          | 11.054 33,8%  | 8.792 26,9%  | 6.632 20,3%  | 3.999 12,2%  | 763 2,3%   | 731 2,2%   | 712 2,2% |
| Jesús            | 8.200 31,4%   | 6.688 25,6%  | 5.898 22,6%  | 3.562 13,6%  | 641 2,5%   | 487 1,9%   | 653 2,5% |
| Quatre Carreres  | 13.614 36,7%  | 8.993 24,3%  | 6.925 18,7%  | 5.145 13,9%  | 823 2,2%   | 773 2,1%   | 805 2,2% |
| Poblats Marítims | 7.342 28,6%   | 6.520 25,4%  | 6.548 25,5%  | 3.232 12,6%  | 831 3,2%   | 452 1,8%   | 717 2,8% |
| Camins al Grau   | 11.906 36,7%  | 7.681 23,4%  | 6.684 20,6%  | 3.963 12,2%  | 726 2,2%   | 886 2,7%   | 701 2,2% |
| Algirós          | 7.130 35,4%   | 5.417 26,9%  | 4.130 20,5%  | 2.157 10,7%  | 465 2,3%   | 476 2,4%   | 390 1,9% |
| Benimaclet       | 5.257 33,2%   | 4.654 29,4%  | 2.962 18,7%  | 1.728 10,9%  | 575 3,6%   | 335 2,1%   | 338 2,1% |
| Rascanya         | 7.646 32,0%   | 5.576 23,4%  | 5.601 23,5%  | 3.235 13,6%  | 627 2,6%   | 616 2,6%   | 567 2,4% |
| Benicalap        | 7.182 31,9%   | 5.478 24,3%  | 5.368 23,8%  | 3.014 13,4%  | 512 2,3%   | 448 2,0%   | 528 2,3% |
| Pobles del Nord  | 1.675 43,0%   | 914 23,5%    | 611 15,7%    | 455 11,7%    | 70 1,8%    | 89 2,3%    | 79 2,0%  |
| Pobles de l'Oest | 2.054 29,9%   | 1.264 18,4%  | 2.011 29,2%  | 1.036 15,1%  | 229 3,3%   | 128 1,9%   | 156 2,3% |
| Pobles del Sud   | 3.844 35,9%   | 2.617 24,5%  | 1.808 16,9%  | 1.683 15,7%  | 180 1,7%   | 337 3,2%   | 225 2,1% |
| Total            | 151.482 37,0% | 99.122 24,2% | 78.499 19,2% | 52.695 12,9% | 9.677 2,4% | 8.627 2,1% |          |